# Валентайн, Анджелина
Анджелина Валентайн (англ. Angelina Valentine; родилась 19 сентября 1986 года в Лексингтоне, Кентукки, США) — американская порноактриса.

## Биография

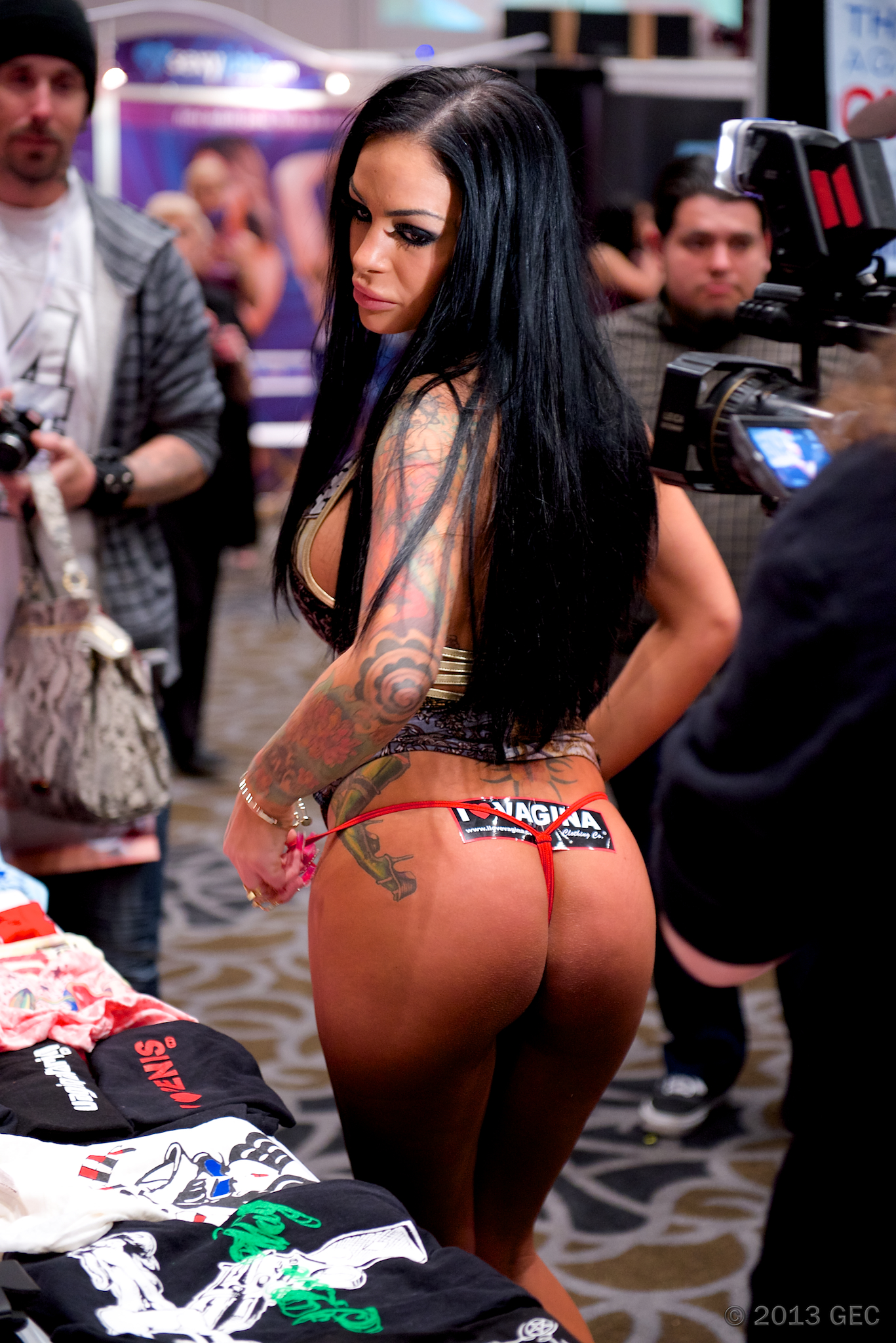
AVN Adult Entertainment Expo в отеле Hard Rock, Лас-Вегас, 2013 год

Анджелина Валентайн родилась в Лексингтон, Кентукки, США. Экзотическая внешность девушки объясняется венесуэльскими и итальянскими корнями. Как и большинство порноактрис, до начала карьеры в порноиндустрии Анджелина работала танцовщицей в стрип-клубе. Переехав в 2007 году в Калифорнию, 21-летняя девушка начала сниматься в хардкор-порно. Анджелина Валентайн оказалась востребованной у множества студий: Wicked Pictures, Jules Jordan Video, ClubJenna, Evil Angel, Digital Playground, а также сайтов Bang Bros, Brazzers и Naughty America. В 2009 году она выиграла Deep Throat Award, и стала первой женщиной выступившей совместно с транссексуальной звездой Кимбер Джеймс. В последнее время Анджелина Валентайн работает с Сариной Валентайн (англ. Sarina Valentina).
У актрисы много татуировок: над лобком «Dios Te Bendiga Bendicion» — «Дай вам Бог крепкого здоровья»; на пояснице — бабочка; между лопатками — арабская вязь; левое плечо — топлесс гейши; левая кисть — цифры «9-8-03» и цепочка с крестиком; левое предплечье — красные цветы на голубом фоне, несколько иероглифов и дракон; левый локоть — спираль; левый бок — девушка в чулках, с обнаженной грудью; правая рука, около кисти — сердечко. Пирсингован язык и клитор.
На 2022 год снялась в 469 фильмах.

## Премии и номинации
| Год  | Премия       | Результат | Категория                                                                                    | Фильм                 |
| ---- | ------------ | --------- | -------------------------------------------------------------------------------------------- | --------------------- |
| 2009 | AVN Award    | Номинация | Лучшая сцена группового секса (с Огест, Саванной Голд, Велисити и Мануэлем Феррара)          | Oil Overload          |
| 2009 | AVN Award    | Номинация | Лучшая новая старлетка                                                                       | н/д                   |
| 2009 | AVN Award    | Номинация | Лучшая сцена триолизма (с Тори Лейн и Марком Эшли)                                           | Pretty as They Cum    |
| 2009 | FAME Award   | Номинация | Любимый новичок среди девушек                                                                | н/д                   |
| 2009 | XBIZ Award   | Номинация | Новая старлетка года                                                                         | н/д                   |
| 2009 | XRCO Award   | Победа    | Награда «Глубокая глотка»                                                                    | н/д                   |
| 2010 | AVN Award    | Номинация | Лучшая новая веб-старлетка                                                                   | н/д                   |
| 2010 | AVN Award    | Номинация | Не подписанная старлетка года                                                                | н/д                   |
| 2010 | FAME Award   | Номинация | Самая недооценённая звезда                                                                   | н/д                   |
| 2010 | Tranny Award | Победа    | Лучший не транссексуальный исполнитель                                                       | н/д                   |
| 2010 | XBIZ Award   | Номинация | Исполнительница года                                                                         | н/д                   |
| 2011 | AVN Award    | Номинация | Лучшая сцена орального секса                                                                 | Deep Throat This 43   |
| 2011 | XBIZ Award   | Номинация | Исполнительница года                                                                         | н/д                   |
| 2012 | AVN Award    | Номинация | Не подписанная старлетка года                                                                | н/д                   |
| 2014 | AVN Award    | Номинация | Лучшая сцена группового секса (с Феникс Мари, Алексис Форд, Кэгни Линн Картер и Кейраном Ли) | Big Tits at Work 19   |
| 2014 | AVN Award    | Номинация | Лучшая сцена «секса от первого лица» (с Кевином Муром)                                       | Inked Angels          |
| 2014 | AVN Award    | Номинация | Лучшая транссексуальная сцена (с Натасией Дримс)                                             | Trans at Play         |
| 2014 | XBIZ Award   | Номинация | Лучшая сцена — Vignette Release (с Миком Блу и Дэнни Мантином)                               | Real Wife Stories 15  |
| 2014 | XBIZ Award   | Номинация | Performer Site of the Year                                                                   | AngelinaValentine.com |

## Избранная фильмография
| - Adult Guidance 2 - American Cocksucking Sluts 2 - American Daydreams 9 - Anal Size My Wife 3 - Anal Threesomes - As Nasty as She Wants to Be 3 - Bad Girls - Big Butts Like It Big 9 - Big Tits at School 15 - Big Tits Boss 10 - Big Tits in Sports 4 - Cock Sucking Challenge 22 | - Fuck Fiends 2 - Horny Joe's Gym 3 - Hot Chicks Perfect Tits 1 - In the Army Now - Latin Adultery 19 - Lex's Breast Fest - Mandingo Massacre 4 - Oral Overload 2 - Sex Angels - Slutty and Sluttier 6 - Superstar Gang Bangs - Wild Side - Pole position lex pov 11 |  |